# Aratro

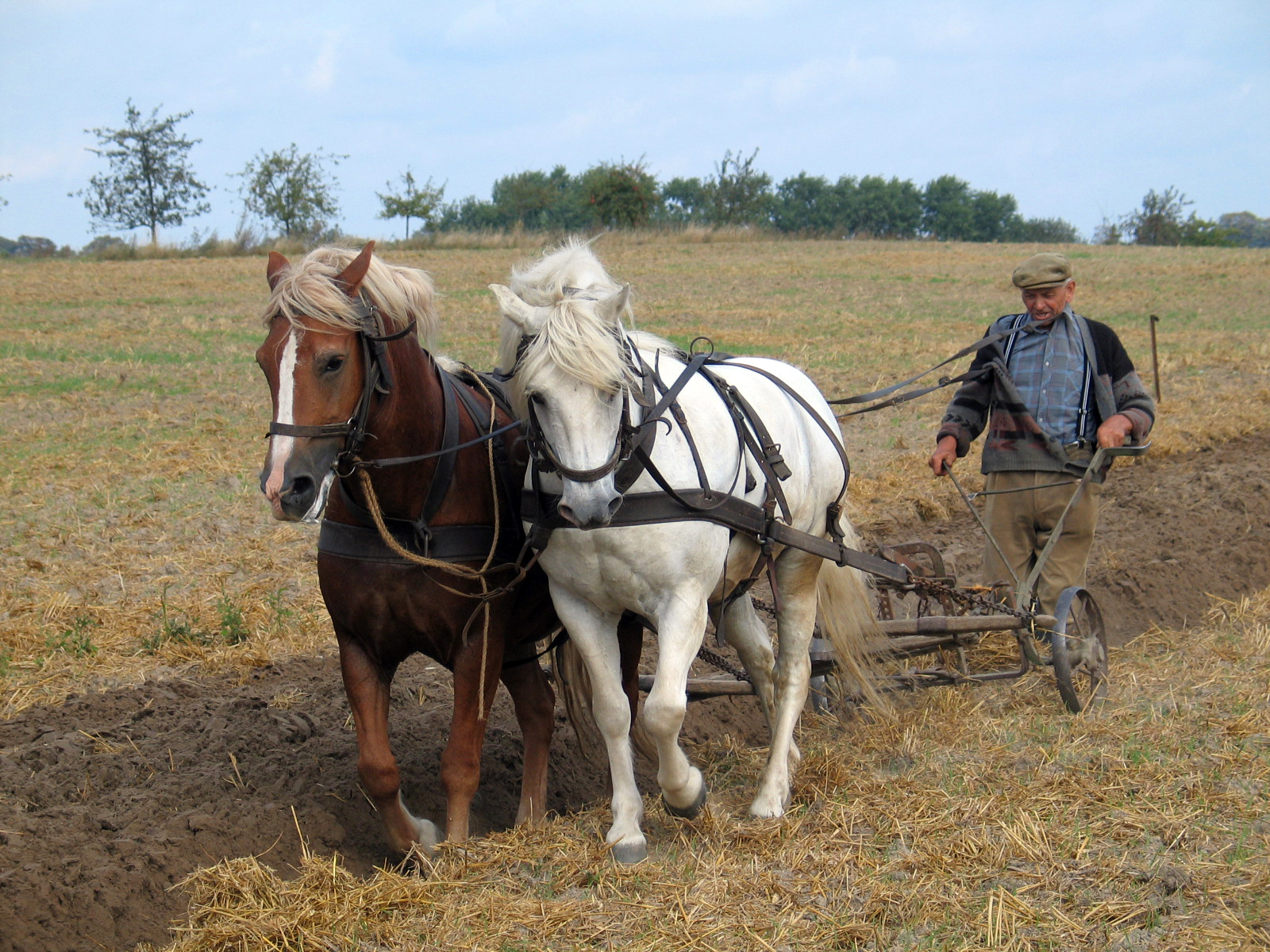
Un contadino lavora la terra con un tradizionale aratro trainato da cavalli

L'aratro è uno strumento tecnologico usato in agricoltura fin da tempi antichi per smuovere il terreno e prepararlo per successive lavorazioni o direttamente per la semina.
L'aratro, in senso storico, è una sorta di evoluzione del piccone, un tempo trainato dagli animali da soma (buoi e cavalli) per i più benestanti, mentre per i meno ricchi veniva trainato direttamente dalle persone, e oggi, nei paesi modernizzati, con trattori meccanici e motocoltivatori. 
L'aratura serve per incorporare i resti della precedente coltura nel suolo, abbattere la presenza di erbe infestanti e dissodare e frammentare il terreno in previsione della successiva semina (solitamente previa esposizione agli agenti atmosferici e previe ulteriori lavorazioni con altri attrezzi) e serve per non fare male al collo all'animale.

## Storia
Quando fu inventata l'agricoltura nel neolitico, furono usati semplici bastoni o zappe per creare i solchi per collocare i semi nelle zone fertili, come il bacino del Nilo, dove le inondazioni annuali rinvigorivano la terra.
Per favorire la crescita del frumento, nelle zone meno fertili il terreno doveva essere rivoltato per portare in superficie gli elementi nutritivi pronti e coprire i resti vegetali. L'addomesticamento dei buoi in Mesopotamia intorno al 6000 a.C. fornì un potente mezzo per trainare l'aratro.

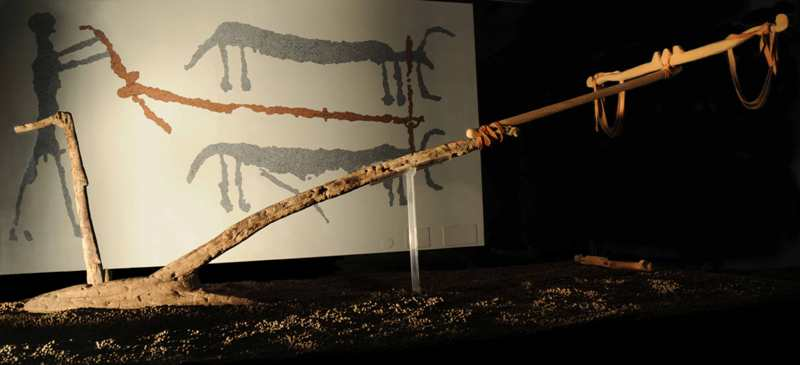
Aratro dell'età del bronzo trovato a Lavagnone (Desenzano del Garda)

I primi aratri erano costituiti da una struttura portante con un bastone di legno verticale, trainata sul terreno per praticare una incisione. Successivamente furono sviluppati gli aratri a versoio, in grado di capovolgere il terreno in un passaggio per seppellire le erbacce e i resti della precedente coltura e portare in superficie i nutrienti percolati in profondità a causa delle piogge.
Questo tipo di aratro poteva funzionare anche sui terreni bagnati, poiché l'acqua veniva drenata dal solco prodotto. Questa importante invenzione permise la lavorazione dei terreni dell'Europa settentrionale. La prima descrizione dell'aratro della letteratura occidentale, se si eccettua quella del poeta Virgilio nel I libro delle Georgiche, è stata proposta, nella Naturalis historia, dal naturalista latino Gaio Plinio, che descrive le parti dell'attrezzo e menziona l'esistenza di aratri diversi.

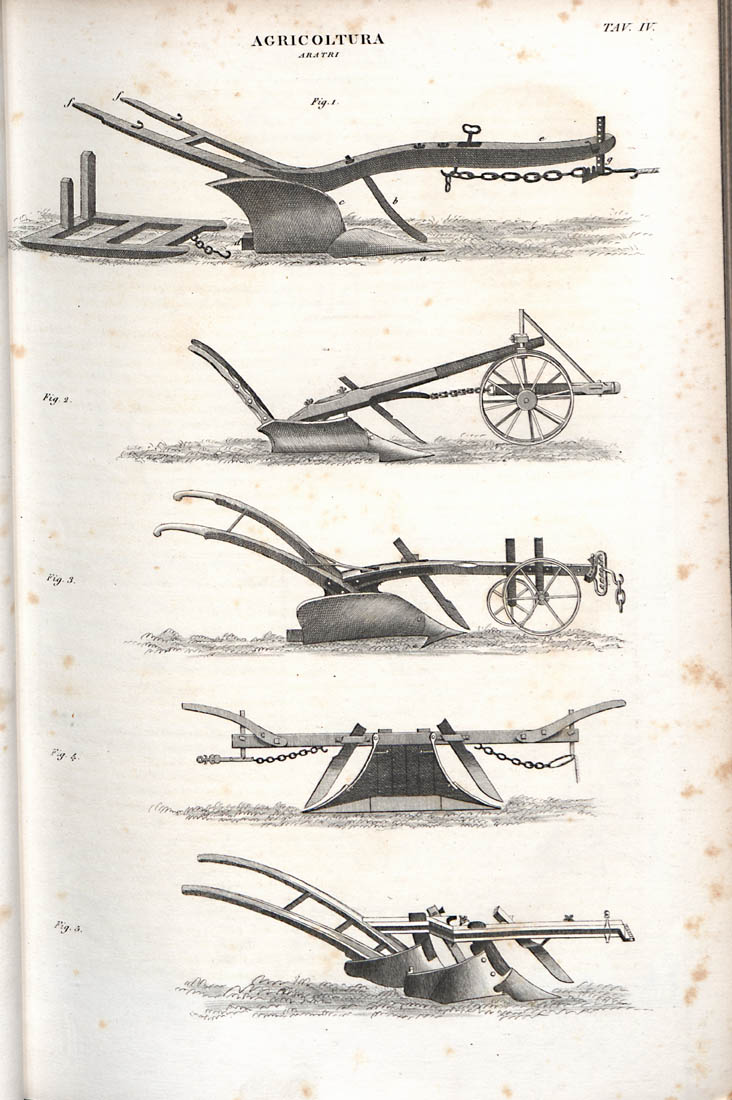
Aratro del XIX secolo

In epoca alto-medievale, quando l'agricoltura tornava a rappresentare la maggior fonte di sfruttamento, l'aratro comunemente in uso era il cosiddetto "aratro semplice" a vomere simmetrico di legno temperato e raramente rivestito in ferro che si limitava a scalfire superficialmente le zolle; ma dall'XI secolo si era diffuso a partire dal nord della Francia un innovativo tipo di aratro: "l'aratro pesante". Questo era a vomere asimmetrico, dotato di avantreno mobile su ruote e necessitava di essere trasportato da buoi o talvolta cavalli. Si diffuse rapidamente e fu causa-conseguenza dello sviluppo demografico-economico di quel tempo, il solo possederlo dimostrava la differenza sociale tra un contadino povero e uno ricco. Il suo utilizzo portò a una rapida crescita del valore delle bestie da traino che, solo in questo periodo, valevano più del podere stesso e portò a un susseguirsi di invenzioni per facilitare il compito dell'animale quale il giogo frontale per i buoi e il collare da spalla per i cavalli. Il primo agronomo italiano a proporre l'esame meccanico dello strumento è Agostino Gallo il massimo esponente italiano dell'agronomia della Rinascenza, che nelle proprie Vinti giornate di agricoltura propone la descrizione dello strumento, riferisce di alcuni modelli diversi, affronta il quesito, che sarà dibattuto per tre secoli, della convenienza all'impiego, nell'aratura, di bovini o equini..
Una ricerca del 2023 ha retrodatato l'uso dell'aratro per trazione animale a 1.000 anni prima di quanto fosse precedentemente pensato. Nel Canton Vallese, a Anciens Arsenaux a Sion, sono stati rinvenuti resti dell'uso dell'aratro databili fra il 5.100 e il 4.700 a. C. Si tratta dei più antichi in Europa, risalenti all'inizio dell'agricoltura produttiva nella Confederazione Elvetica.

## Dal legno all'acciaio: ottomila anni di tecnologia umana
Per la parte più lunga della propria storia, possiamo supporre seimila anni, l'aratro è stato un attrezzo interamente di legno. Per i tremila anni successivi è stato attrezzo di legno dotato di un solo elemento di ferro, il vomere: siccome nell'antichità l'aratro era, generalmente, attrezzo per la fenditura del suolo, senza rivoltarlo, cioè attrezzo simmetrico, il vomere dell'età del ferro, che è durata fino al Settecento, in continenti interi fino alla metà del XX secolo, è stato una cuspide, la forma di un'antica punta di freccia. Ci sono diversi tipi di aratro, per il corrispondente seme (aratro per il grano,  per il granturco...)
Alla fine del Seicento l'Agostinetti in Veneto raccomanda che il vomere ("gomiero") ed il coltro siano fatti del più fine acciaio che sia possibile, per evitare le continue manutenzioni che richiedevano quelli in ferro di scarsa qualità.
È nella prima metà del Settecento, nella patria delle manifatture, l'Inghilterra, che i primi fonditori iniziano a costruire in metallo il versoio, la parte di maggiore impegno tecnologico. Dopo cinque-sei decenni di produzioni artigianali ha inizio, ancora in Inghilterra, la produzione industriale, il cui pioniere, secondo le cronache dell'alba della metallurgia inglese, sarebbe Robert Ransome, che nel 1789 vende un aratro che è già prodotto industriale. A Ransome si sarebbero affiancati presto agguerriti competitori, che in pochi decenni avrebbero offerto al mercato mondiale attrezzi completamente in metallo: Howard, Busby, Garrett. Nei primi decenni dell'Ottocento avrebbero sfidato i fonditori inglesi quelli americani, produttori di attrezzi di semplicità ed economicità esemplari, caratterizzati, per sancire la semplicità, dalla bure di legno. Solo più tardi sarebbero entrate nell'agone le fonderie tedesche, con proposte di grande innovatività tecnologica.
Il versoio di metallo costituisce l'emblema di un capitolo nuovo della storia dell'attrezzo più importante della tecnologia umana. Antonio Saltini sostiene, peraltro, che il cardine della rivoluzione non sarebbe stato la sagomatura in metallo del corpo lavorante, ma la radicale trasformazione della struttura portante dell'attrezzo: un versoio di metallo non ha più bisogno, infatti, dell'antico, pesante dentale di legno, un organo che per essere resistente doveva essere oltremodo pesante, ma può essere unito alla bure da una semplice staffa metallica, che trasmette al tiro tutte le resistenze del lavoro. L'abolizione del dentale muta radicalmente la forma dell'antico attrezzo..
Se in Inghilterra tutti gli aratri, all'alba dell'Ottocento, hanno il corpo lavorante in metallo, in Italia corpi lavoranti di legno sono comuni fino al 1950, quando la Cassa del Mezzogiorno realizza, a Caserta, una collezione di aratri che rispecchiano novemila anni di storia dell'agricoltura, in cui ogni elemento è realizzato, ad esempio, in un legno speciale, quercia, biancospino, pero.
1. Organi di attacco. Sono disposti nella parte anteriore della bure e servono ad applicare l'attrezzo al trattore o all'animale che esercita il traino. Nel caso di aratri portati il dispositivo di attacco è adattato all'attacco a tre punti del trattore: è costituito da due perni laterali, nei quali si applicano i due bracci del sollevatore idraulico del trattore, e da una staffa centrale più in alto, nella quale si applica il terzo punto. Nel caso di aratri trainati il dispositivo di attacco consiste in un accoppiamento rigido o regolabile con un complesso munito di ruote ("carrello") a sua volta collegato al trattore mediante tradizionale gancio di traino (tipicamente a perno verticale). Nel caso di aratri polivomere (o polielemento) i singoli elementi (aratri) sono accoppiati in ordine sfalsato (sia lateralmente che longitudinalmente) su un telaio a sua volta trainato o portato da trattore, eventualmente munito di ruote
2. Organi di regolazione. Gli aratri portati monovomere sono spesso privi di organi di regolazione in quanto queste funzioni sono esercitate dal sollevatore idraulico del trattore. Gli aratri trainati hanno invece dei sistemi a vite e dei perni che permettono di regolare la profondità, agendo sull'inclinazione longitudinale degli organi lavoranti, e la larghezza, agendo sulla deviazione laterale rispetto alla linea del gancio di traino. Gli aratri trainati moderni hanno un meccanismo di regolazione costituito da un martinetto azionato dall'impianto idraulico del trattore; in questo modo la regolazione si può effettuare dal posto di guida. Negli aratri a trazione animale la regolazione è applicata dall'operatore agendo con il manubrio di guida posteriore durante l'aratura.
3. Organi lavorativi. Sono applicati alla parte posteriore della bure e sono composti da dispositivi discissori e ribaltatori. Il versoio o orecchio, una lamina ricurva portato dalla struttura su ruote dell'aratro, termina con una parte in acciaio duro, chiamata vomere, che taglia il terreno orizzontalmente mentre avanza. Una lama verticale, chiamata coltro o coltello, taglia la zolla in senso verticale davanti al versoio per permetterne il rovesciamento. Svolge anche la funzione di tagliare grosse e profonde radici eventualmente incontrate; in qualche caso tuttavia la presenza del coltro può risultare superflua se non dignitosa e pertanto questo può essere rimosso. Nei terreni compatti è invece fondamentale la presenza dello scalpello, un cuneo in acciaio duro situato all'estremità del vomere, che ha la funzione di favorire la penetrazione dell'aratro nel terreno all'inizio del solco di lavorazione.

Completano l'aratro dei dispositivi per il sostegno per quelli trainati: gli aratri a trazione meccanica sono collegati ad un carrello munito di due ruote laterali basculanti, quelli a trazione animale poggiano solitamente su una piccola unica ruota anteriore. Una guida che si estende dal versoio a retro dell'aratro controlla la direzione del mezzo premendo contro un fianco del solco appena scavato. La forza di reazione è data dal peso della zolla che viene ribaltata e dalla tenacità del terreno; è elevata nei terreni compatti e allo stato coesivo, è minima nei terreni sciolti. 
Il primo aratro in ferro di successo commerciale fu il modello Rotherham, sviluppato da Joseph Foljambe a Rotherham, Inghilterra, nel 1730.
Era particolarmente resistente e leggero e basato sugli studi matematici sul versoio di James Small, il cui progetto poteva tagliare, sollevare e rovesciare una striscia di terra.
Gli aratri in acciaio, che nacquero durante la rivoluzione industriale, erano ancora più resistenti e leggeri di quelli in ferro o legno. Il modello in acciaio di fusione fu sviluppato dal fabbro americano John Deere intorno al 1830. Nello stesso periodo il giogo per l'attacco degli animali da tiro fu reso regolabile in modo che la ruota anteriore dell'aratro toccasse terra. I modelli precedenti in acciaio avevano due maniglie con cui l'operatore controllava la posizione e profondità del solco. La persona a volte guidava anche gli animali da tiro. In seguito vennero gli aratri con motore
, un seggiolino per il manovratore e l'uso di più vomeri.

## Varianti dell'aratro classico

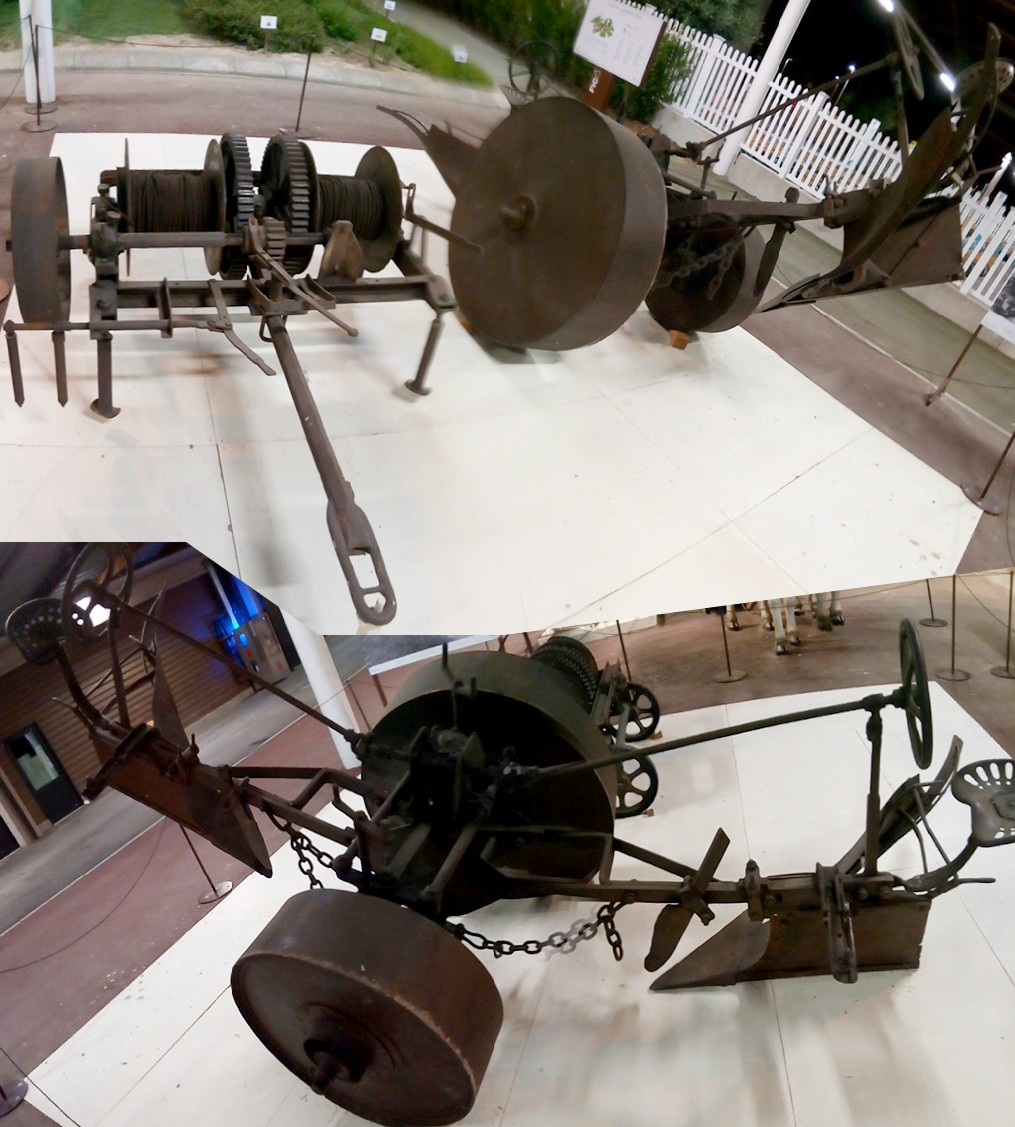
Aratro a bilanciere e relativo organo di traino a fianco

L'aratro semplice a vomere simmetrico contempla due tipi fondamentali:
- Aratro a bastone: a bure diritta, il quale si può collegare a quel primitivo strumento a mano che è il bastone da scavo;
- Aratro ad uncino: a bure curva, che ha il suo antenato in uno strumento a mano a percussione, la zappa.

L'aratro pesante a vomere asimmetrico e versoio contempla un numero elevato di varianti più o meno diverse secondo i casi. Si ricordano le seguenti:
- Aratro salta-ceppo: è un'invenzione australiana del 1870 circa, quando le numerose nuove fattorie avevano campi con molti ceppi di alberi e rocce difficili da rimuovere. L'aratro usa un peso mobile per mantenere in posizione il versoio. Quando viene incontrato un oggetto che ne ostacola l'avanzamento, il versoio viene sollevato, per prevenire la rottura dell'aratro, dopodiché viene riabbassato.
- Erpice a dischi: ideato negli Stati Uniti d'America, la sua concezione è completamente diversa dall'aratro a vomere e versoio e, malgrado il nome comunemente attribuito, non è un aratro. L'aratro a disco è composto da un telaio portante una serie di dischi concavi di circa 60 cm di diametro, con asse obliquo rispetto alla direzione di avanzamento. I dischi sono ruotanti e folli: il bordo del disco taglia il terreno e la resistenza offerta da quest'ultimo ne provoca la rotazione. Per effetto della rotazione il terreno viene sgretolato e rimescolato, ma l'effetto di ribaltamento delle zolle è debole se non assente. I dischi penetrano nel terreno per effetto del loro peso (o per azione del sollevatore idraulico) e quando viene incontrato un ostacolo (roccia affiorante, grosse radici) i dischi vi rotolano sopra. L'aratro a disco esercita un lavoro di sgretolamento energico ma solo sui terreni soffici. Non è adatto alla lavorazione dei terreni tenaci. Nonostante venga erroneamente definito anche Morgano o Smorgano, in realtà è uno strumento differente da questi ultimi e viene utilizzato per scopi differenti.
- L'aratro a dischi è uno strumento diverso, sfrutta anch'esso dei dischi come l'erpice a dischi, ma questi sono più spaziati ed adatti ad un lavoro a profondità maggiori (da una decina di cm fino anche a più di mezzo metro).[5]
- Aratro ripuntatore: comprende in aggiunta all'aratro tradizionale un organo discissore posteriore il cui scopo è quello di praticare una fessurazione sulla suola di aratura, evitando pertanto la formazione del crostone di lavorazione sul fondo del solco tipico dell'uso di aratri tradizionali.
- Aratro doppio: è costituito da organi di lavorazione doppi e speculari disposti simmetricamente e contrapposti a 180° sulla stessa bure. Le due serie di organi lavorano alternativamente: quando lavora una serie, l'altra è sollevata rispetto alla superficie del terreno. L'aratro doppio permette il rivoltamento a destra oppure a sinistra, rispetto alla direzione di avanzamento, secondo gli organi usati; per cambiare la direzione del rivoltamento si effettua una rotazione di 180° degli organi lavoranti.
- Aratro voltaorecchio: concepito per le stesse funzioni del precedente, è formato da due buri indipendenti con altrettanti organi lavoranti doppi e speculari.
- Aratro polivomere: è costituito da 2-15 serie di organi lavoranti disposte in parallelo con posizione in avanzamento sfasata. Permettono di tracciare altrettanti solchi in un unico passaggio. All'aumentare del numero di organi lavoranti, in genere, si riduce la profondità di aratura.
- Aratro a bilanciere: concepito per le stesse funzioni del precedente, è costituito da due aratri contrapposti aventi le buri disallineate nel piano longitudinale verticale, solidali ad un assale con due ruote posto nel mezzo: ciascun aratro componente lavora in una direzione mentre l'altro è necessariamente sollevato, questo rende possibile l'inversione del senso di lavorazione a fine solco senza inversione dell'attrezzo ma per semplice sollevamento (o abbassamento) di uno dei due vomeri, e lo rende pertanto adatto alla trazione funicolare doppia (da parte di due macchine trattrici poste alle due estremità dei solchi), situazione tipica del passato specie nelle aree di bonifica o, all'estero, nelle grandi estensioni di terreno.

## Trazione
La trazione animale è ancora molto diffusa in gran parte del mondo dove si attua un'agricoltura non meccanizzata, in particolare nei paesi in via di sviluppo. Gli animali usati per la trazione sono in genere il cavallo, la coppia di buoi, il bufalo. Un cavallo da tiro può trainare un aratro semplice in un terreno pulito e soffice. Nei terreni compatti sono necessari due animali, di cui uno cammina sul terreno non ancora lavorato e l'altro nel solco. Negli aratri polivomere uno o più animali devono camminare nel terreno arato e zolloso, che ne rende difficile l'avanzamento. Solitamente si fanno sostare gli animali a riposare per dieci minuti ogni mezz'ora.
Nei paesi ad agricoltura meccanizzata, la trazione è meccanica e gli aratri sono montati su trattori, applicati al sollevatore idraulico (aratro portato) oppure al gancio di traino (aratri trainati). Questi ultimi sono ancora usati per operazioni di scasso, trainati da trattori cingolati, mentre nelle lavorazioni ordinarie si usano per lo più gli aratri portati, per la loro facilità di trasferimento su strada.